# Narsil

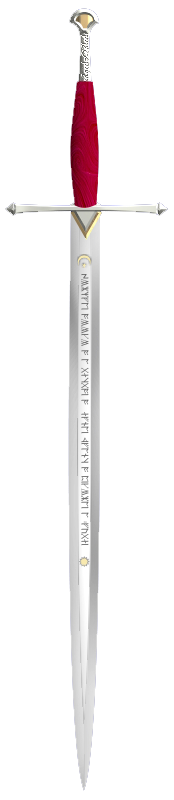
Creación artística que representa a Narsil.

Narsil (en quenya: Llama roja y blanca) es el nombre de una espada larga que aparece en las obras del escritor británico J. R. R. Tolkien, principalmente en la novela "El Señor de los Anillos".
Según la tradición, la forjó el herrero enano Telchar en Nogrod, una de las ciudades enanas de las Montañas Azules de la Tierra Media, durante la Primera Edad.
A finales de la Segunda Edad, Narsil fue empuñada por Elendil el Alto, rey de Arnor y Gondor tras la caída de Númenor, en la Guerra de la Última Alianza contra los ejércitos de Sauron. En la batalla final al pie del Monte del Destino, Elendil atacó enfurecido a Sauron, y con la ayuda del Último Rey Supremo de los noldor Gil-Galad, consiguió derrotar al Señor Oscuro. El mismo Elendil murió en aquella lucha, ante una gran embestida de Sauron que lanzó a Elendil por los aires, y la hoja de Narsil se partió bajo el peso de su cuerpo. Fue entonces cuando Isildur, su hijo, fue al cuerpo del enemigo derrotado, y con la hoja restante en la empuñadura de Narsil le cortó el dedo y tomó el Anillo de Poder.
Los fragmentos de Narsil fueron llevados al norte, junto con el Anillo, por Isildur, pero este cayó en una emboscada de los orcos en lo que se llamó el Desastre de los Campos Gladios, donde el Anillo se perdió en las aguas del río Anduin; pero los fragmentos de Narsil fueron salvados y llevados a Rivendel por Ohtar, el escudero de Isildur, uno de los tres únicos supervivientes de la emboscada. Los fragmentos de Narsil fueron desde entonces heredad del reino de Arnor, hasta su final, tras lo cual los capitanes de los dúnedain, descendientes de los reyes de Arnor, conservaron los fragmentos en Rivendel.

## Andúril
Se había predicho que a Narsil no se la volvería a forjar hasta que el Anillo Único no reapareciera, lo cual los sabios deseaban que no ocurriera nunca. Pero miles de años después, Faramir y Boromir tuvieron un sueño en el que se les decía que, junto con la reaparición del «Daño de Isildur» también surgiría nuevamente Sauron y «el descoronado sería de nuevo rey». La respuesta al enigma la halló Boromir en Rivendel. Allí la espada de Elendil fue forjada de nuevo por los herreros elfos, y en su hoja se trazó un dibujo de siete estrellas colocadas entre la Luna creciente y el Sol rayado, y sobre ellas se escribieron muchas runas, pues Aragorn, hijo de Arathorn, iba a la guerra sobre las huestes de Mordor. Aragorn renombró la espada y la llamó Andúril. Aragorn llevó consigo la espada durante la Guerra del Anillo, blandiendo a aquella que fue quebrada durante la guerra contra Sauron, y que, ahora que el Anillo había regresado, volvía para vencer de nuevo a la Oscuridad.

Muy brillante era la espada cuando fue hecha de nuevo; la luz del Sol brillaba roja en ella, y la luz de la Luna brillaba pálida, y su filo era fuerte y afilado. Y Aragorn le dio un nuevo nombre y la llamó Andúril, la Llama del Oeste.

J. R. R. Tolkien;
La Comunidad del Anillo

Ninguno de los textos de Tolkien señala, sin embargo, si el hijo del rey Elessar, Eldarion, recibió la espada en herencia tras la muerte de Aragorn, o si recibió la espada élfica Glamdring, que Gandalf había dejado en custodia de Aragorn cuando partió a las Tierras Imperecederas.

## En la trilogía cinematográfica
En la trilogía cinematográfica de El Señor de los Anillos del director neozelandés Peter Jackson, Narsil es una gran espada de doble filo, con una hoja de un metro de longitud, y un metro treinta y cinco centímetros en total, incluida la empuñadura. En el pomo tiene la siguiente inscripción en quenya, con caraceteres élficos o tengwar: «Narsil essenya, macil meletya, telchar carnéron navrotessë», que significa ‘Narsil es mi nombre, una poderosa espada. Telchar me hizo en Nogrod’.
Andúril es una espada idéntica a su antecesora Narsil, salvo en una nueva inscripción en ambas caras de la hoja, en la que aparecen el Sol, la Luna y las siete estrellas de la Osa Mayor, y una inscripción rúnica en quenya que dice: «Anar. Nányë Andúril i né Narsil i macil Elendilo. Lercuvanten i móli Mordórëo. Isil», que significa ‘Sol. Soy Andúril, la que fue Narsil, la espada de Elendil. Que los esbirros de Mordor huyan ante mí. Luna’.
En esta adaptación Narsil está fragmentada en más de dos fragmentos y su reforja sucede mucho después, en El Retorno del Rey, mientras que en los libros sucede durante los hechos narrados en La Comunidad del Anillo, antes de que la Comunidad parta de Rivendel, llevándola Aragorn consigo desde el principio. 
- Datos: Q20149